# Niente da capire
Niente da capire è il secondo album di canzoni registrate dal vivo di una trilogia (insieme a Catcher in the Sky e Musica leggera) di Francesco De Gregori, registrato nel 1990.
La canzone Due zingari è registrata al Folkstudio di Roma. Prima di cantare Rimmel De Gregori chiede al pubblico se preferirebbe ascoltare una canzone nuova o una vecchia, la quasi unanimità del pubblico preferisce una canzone vecchia e la scelta ricade dunque su Rimmel. 

## Tracce
1. Niente da capire - Firenze (17-5-1988) - 3:36
2. Gesù bambino e la guerra - Trieste (24-1-1989) - 3:38
3. Scacchi e tarocchi - Bisceglie (27-7-1987) - 5:15
4. Rimmel - Trieste (24-1-1989) - 4:19
5. Nero - Roma (9-10-1989) - 2:48
6. Pentathlon - Roma (9-10-1989) - 4:46
7. Generale - Roma (9-10-1989) - 5:59
8. L'abbigliamento di un fuochista - Roma (8-10-1989) - 4:22
9. Capatàz - Roma (8-10-1989) - 3:18
10. La storia - Roma (8-10-1989) - 3:14
11. Due zingari - Roma/Folkstudio (18-11-1987) - 3:59
12. Rollo & his Jets - Orvieto (6-6-1988) - 3:17